# Deutsche Meisterschaften im Biathlon 2002
Die Deutschen Meisterschaften im Biathlon wurden 2002 zum 31. Mal ausgetragen. Wie im Vorjahr waren die Veranstaltungsorte die DKB-Ski-Arena in Oberhof sowie Ruhpolding. Zum zweiten Mal wurden die Titelkämpfe auf Rollski und im Sommer durchgeführt.

## Austragungsorte und Rennen
Oberhof:
- 13. September 2002: Einzel, 15 km (Frauen) und 20 km (Männer).

## Frauen

### Einzel 15 km
| Platz | Name             | Verein     | Zeit/Fehler |
| ----- | ---------------- | ---------- | ----------- |
| 1     | Martina Glagow   | Mittenwald | 47:34,6/4   |
| 2     | Uschi Disl       | Moosham    | +1:04,5/7   |
| 3     | Romy Beer        | Altenberg  | +1:21,3/3   |
| 4     | Katja Beer       | Altenberg  | +1:44,1/5   |
| 5     | Janett Klein     | Oberhof    | +1:56,9/6   |
| 6     | Sabrina Buchholz | Oberhof    | +2:07,6/4   |
| 7     |                  |            |             |
| 8     | Kati Wilhelm     |            |             |

Datum: 13. September 2002

### Sprint 7,5 km
| Platz | Name       | Verein | Zeit/Fehler |
| ----- | ---------- | ------ | ----------- |
| 1     | Uschi Disl |        |             |
| 2     |            |        |             |
| 3     |            |        |             |
| 4     |            |        |             |
| 5     |            |        |             |
| 6     |            |        |             |
| 7     |            |        |             |
| 8     |            |        |             |
| 9     |            |        |             |
| 10    |            |        |             |

Datum: September 2002

### Verfolgung 12,5 km
| Platz | Name       | Verein | Zeit/Fehler |
| ----- | ---------- | ------ | ----------- |
| 1     | Uschi Disl |        |             |
| 2     |            |        |             |
| 3     |            |        |             |
| 4     |            |        |             |
| 5     |            |        |             |
| 6     |            |        |             |
| 7     |            |        |             |
| 8     |            |        |             |
| 9     |            |        |             |
| 10    |            |        |             |

Datum: September 2002

### 4 × 5 km Staffel
| Platz | Name   | Verein | Zeit/Fehler |
| ----- | ------ | ------ | ----------- |
| 1     | Bayern |        |             |
| 2     |        |        |             |
| 3     |        |        |             |
| 4     |        |        |             |
| 5     |        |        |             |
| 6     |        |        |             |
| 7     |        |        |             |
| 8     |        |        |             |
| 9     |        |        |             |
| 10    |        |        |             |

Datum: September 2002

## Männer

### Einzel 20 km
| Platz | Name              | Verein         | Zeit/Fehler |
| ----- | ----------------- | -------------- | ----------- |
| 1     | Sven Fischer      | Oberhof        | 51:09,2/2   |
| 2     | Marco Morgenstern | Riesa          | +30,9/2     |
| 3     | Hans Stöckl       | Bischofswiesen | +55,0/2     |
| 4     | Carsten Pump      | Altenberg      | +2:25,5/6   |
| 5     | Ricco Groß        | Ruhpolding     | +2:28,9/4   |
| 6     | Carsten Heymann   | Altenberg      | +2:29,9/4   |
| 7     |                   |                |             |
| 8     |                   |                |             |

Datum: 13. September 2002

### Sprint 10 km
| Platz | Name          | Verein | Zeit/Fehler |
| ----- | ------------- | ------ | ----------- |
| 1     | Michael Greis |        |             |
| 2     |               |        |             |
| 3     |               |        |             |
| 4     |               |        |             |
| 5     |               |        |             |
| 6     |               |        |             |
| 7     |               |        |             |
| 8     |               |        |             |
| 9     |               |        |             |
| 10    |               |        |             |

Datum: September 2002

### Verfolgung 15 km
| Platz | Name         | Verein | Zeit/Fehler |
| ----- | ------------ | ------ | ----------- |
| 1     | Sven Fischer |        |             |
| 2     |              |        |             |
| 3     |              |        |             |
| 4     |              |        |             |
| 5     |              |        |             |
| 6     |              |        |             |
| 7     |              |        |             |
| 8     |              |        |             |
| 9     |              |        |             |
| 10    |              |        |             |

Datum: September 2002

### 4 × 7,5 km Staffel
| Platz | Name   | Verein | Zeit/Fehler |
| ----- | ------ | ------ | ----------- |
| 1     | Bayern |        |             |
| 2     |        |        |             |
| 3     |        |        |             |
| 4     |        |        |             |
| 5     |        |        |             |
| 6     |        |        |             |
| 7     |        |        |             |
| 8     |        |        |             |
| 9     |        |        |             |
| 10    |        |        |             |

Datum: September 2002